# Alumn
En alumn (av latinets alumnus, elev; plural mask. alumni, plural fem. alumnae, försvenskad plural alumner) är en tidigare student från en gymnasieskola, universitet eller högskola. 
I vissa länder finns ett utbrett system av alumnföreningar vid landets akademiska lärosäten. Vid många amerikanska universitet blir alla studenter automatiskt upptagna i alumnföreningar när de tar examen, och föreningarna har ett nära samarbete med respektive universitet. Framgångsrika alumner hjälper ibland sina gamla universitet med pengar och kontakter. Under 1990-talet har det blivit allt vanligare att inrätta alumnföreningar vid svenska universitet och högskolor, inte minst för att öka kontakterna till näringsliv.

## Ordet alumn

### I latinet
I latinsk grammatik böjs substantiv beroende på kasus, genus (maskulinum, femininum och neutrum) och numerus (singular och plural). Det latinska ordet "alumnus" har således fyra former i nominativ: "alumnus" (maskulinum, singular), "alumna" (femininum, singular), "alumni" (maskulinum, plural), och "alumnae" (femininum, plural).,  Den försvenskade formen är dock likadan för såväl män som kvinnor, vilket är "alumn" (singular) och "alumni" (plural).

### I svenskan
Ordet alumn, som enligt svenska ordböcker har använts sedan 1835 i betydelsen elev, har på 1990-talet inlånats på nytt från amerikansk engelska i sin nuvarande betydelse. Det motsvarar de gamla svenska läroverkens så kallade föredetting-föreningar (av orden "före detta") såsom Växjöstudenternas förbund, Örebro-Karolinarna eller Gamla Lundsbergare. I samband med att svenska Språkrådet i Stockholm utfärdade sin rekommendation att i svenskan använda formerna alumn (singular) och alumner (plural), förekom viss kritik i media mot att de försvenskade formerna lät märkliga.

## Svensk alumnverksamhet på universitets- och högskolenivå

### Fristående alumngrupper
- Kamratföreningen vid handelshögskolan i Stockholm
- Chalmersska Ingenjörsföreningen

## Svensk alumnverksamhet på gymnasienivå
- Föreningen Gamla Beskowiter
- Gamla Fjellstedtare
- Föreningen Gamla Lundsbergare
- Gevalieses-Alumni
- Växsjöstudenternas förbund
- Tekniska Föreningen i Örebro
- Samfundet Örebro-Karolinarna
- Gamla Hvitfeldtare http://gamlahvitfeldtare.se/
- Föreningen Solbackapojkarna http://solbackapojkarna.se
- Katedralskolans (Uppsala) Alumniförening